# Носещ кофраж
Носещият кофраж е българска[източник? (Поискан днес)] технология за изпълнение на монолитни стоманобетонни греди и гредови плочи, при която дървените страници на кофража за гредите поемат всички хоризонтални и вертикални товари и ги отвеждат към кофражите за колони. Това се постига чрез фахверкова конструкция на страниците на гредите.
Носещ кофраж е изобретение на инж. Иван Славчев, което е приложено за първи път през 1951 г.[източник? (Поискан днес)] в Димитровград при строителството на АТЗ — гранулационни кули, за което инж. Иван Славчев е удостоен с Димитровска награда през 1952 г.
Носещ кофраж се използва за изпълнение на високи греди и плочогреди от 1951 г. до 70-те г. на 20 век.
Отпада нуждата от носещи дървени скелета за поемане на товарите от гредите, което носи големи икономии на дървен материал.